# الشركة العربية للبلاط
الشركة العربية للبلاط (وتعرف أكثر باسمها المختصر آرتك"artic") تأسست الشركة العربية للبلاط (آرتك) عام 1975م، وهي واحدة من شركات مجموعة العقاد للإستثمار (ايكو) وتعد من أقدم شركات البناء في الوطن العربي وفي السعودية، وهي متخصصة في مواد البناء والمنتجات الخرسانية. وفي عام 2019 تحولت الشركة من شركة محدودة إلى شركة مساهمة وتحول الاسم التجاري الجديد للشركة إلى الشركة العربية للبلاط شركة مساهمة سعودية.